# Trautersdorf
Trautersdorf ist ein Ortsteil des Marktes Prien am Chiemsee im Landkreis Rosenheim. Er liegt südwestlich des Ortszentrums auf einer Anhöhe.

## Geschichte
Ab etwa 735 ist die Siedlung urkundlich unter leicht abweichenden Namen nachgewiesen, darunter Truterreute (735), Truthersreute (790), Trutheristorf (1130), Trovtherstorph (1146), Trutherstorf (1147/1155), Tr.therstorf (1154–1158), Thruthersdorf (1170–1175), Trouthersdorf (1183–1196), Trutheristorf und Tr.thersdorph (beides 12. Jahrhundert).
Der Name des Ortes und die Anordnung der Flurstücke noch Ende des 18. Jahrhunderts deuten darauf hin, dass sich hier ursprünglich ein Kriegsherr mit Entourage niedergelassen hatte, der sein Land unter den Gefolgsleuten verteilte. Demzufolge sind heute auch noch zwei Bodendenkmäler auf dem Gebiet von Trautersdorf verzeichnet:
- Zeugnisse einer Besiedelung zur römischen Kaiserzeit
- Überreste einer keltischen oder bajuwarischen Befestigungsanlage mit Wall